# محمود باشا فهمي
محمود باشا فهمي (1839 - 1894)، رئيس أركان الجيش المصري في عهد أحمد عرابي وقد كان مهندس الاستحكامات العسكرية، وأشار على عرابي بهدم قناة السويس حتى لا يتمكن الإنجليز من دخول مصر، ولكن عرابي لم يستمع لنصيحته فكانت الهزيمة ودخول الإنجليز مصر عام 1882. ولد في قرية الشنطور إحدى قرى مركز سمسطا التابع لمحافظة بني سويف في صعيد مصر، وقد أنشئت أول مدرسة بالقرية وحملت اسمه في الأربعينات من القرن العشرين ثم أنشئت مدرسة إعدادية أخرى حملت اسمه.
وقد نُفي إلى جزيرة سيلان مع عرابي ومات في منفاه.
ألّف كتاب "البحر الزاخر في تاريخ العالم وأخبار الأوائل والأواخر"، طُبع منه ثلاثة أجزاء في بولاق 1313هـ وهو عن التاريخ العام وفيه كثير من المعلومات الجغرافية أيضا.